# Droga krajowa nr 35 (Polska)
Droga krajowa nr 35 (DK35) – droga krajowa klasy G oraz klasy GP w województwie dolnośląskim o długości 88 km. W połączeniu z DK34, z którą krzyżuje się w Świebodzicach trasa może być alternatywą dla chcących skrócić trasę przejazdu drogą krajową nr 5. Na dalszym odcinku prowadzi przez aglomerację wałbrzyską do granicy z Czechami w Golińsku k. Mieroszowa.

## Klasa drogi
Droga posiada parametry klasy G na odcinku od granicy państwowej przez Golińsk, Mieroszów i Wałbrzych do Świebodzic. Dalszy odcinek do węzła w Bielanach Wrocławskich posiada parametry klasy GP.

## Historia numeracji
Na przestrzeni lat trasa posiadała różne oznaczenia i klasyfikacje:

| Numer | Przebieg                                                                   | Lata obowiązywania | Źródło | Klasyfikacja                                              | Uwagi |
| ----- | -------------------------------------------------------------------------- | ------------------ | --- | --------------------------------------------------------- | --- |
| E83   | Bielany Wrocławskie – Świdnica – Świebodzice                               | 1962 – 1985        | - Mapa samochodowa Polski 1:1 000 , Warszawa: Państwowe Przedsiębiorstwo Wydawnictw Kartograficznych, 1962. Brak numerów stron w książce - Atlas samochodowy Polski 1:500 000. Wyd. IV. Warszawa: Państwowe Przedsiębiorstwo Wydawnictw Kartograficznych, 1965. Brak numerów stron w książce | droga międzynarodowa                                      | nieznana numeracja przed 1962 r.                                                                               |
| ?     | Świebodzice – Wałbrzych – Mieroszów                                        | ? – lata 70.       | - Mapa samochodowa Polski 1:1 000 , Warszawa: Państwowe Przedsiębiorstwo Wydawnictw Kartograficznych, 1962. Brak numerów stron w książce - Atlas samochodowy Polski 1:500 000. Wyd. IV. Warszawa: Państwowe Przedsiębiorstwo Wydawnictw Kartograficznych, 1965. Brak numerów stron w książce | droga drugorzędna, droga inna                             | 1. klasyfikacja na podstawie źródła 2. nieznana numeracja                                                      |
| 254   | Świebodzice – Wałbrzych                                                    | lata 70. – 1986    | - Mapa samochodowa Polski 1:1 000 , wyd. 11, Warszawa: Państwowe Przedsiębiorstwo Wydawnictw Kartograficznych, 1972. Brak numerów stron w książce - Samochodowy atlas Polski 1:500 000. Wyd. V. Warszawa: Państwowe Przedsiębiorstwo Wydawnictw Kartograficznych, 1979. ISBN 83-7000-017-7. Brak numerów stron w książce - Samochodowy atlas Polski 1:500 000. Wyd. IX. Warszawa: Państwowe Przedsiębiorstwo Wydawnictw Kartograficznych, 1985. Brak numerów stron w książce | • droga państwowa (do 1985) • droga krajowa (od 1 X 1985) | |
| 5     | Bielany Wrocławskie – Świdnica – Świebodzice                               | 14 II 1986 – 2000  | - Uchwała nr 192 Rady Ministrów z dnia 2 grudnia 1985 r. w sprawie zaliczenia dróg do kategorii dróg krajowych (M.P. z 1986 r. nr 3, poz. 16) - Mapa samochodowa Polski 1:700 000, wyd. 1, Szczecin: Wydawnictwo Kartograficzne KOMPAS, 1996–1997, ISBN 83-904373-2-5. Brak numerów stron w książce - Mapa samochodowa Polski 1:700 000, wyd. II zmienione i poprawione, Szczecin: Wydawnictwo Kartograficzne KOMPAS, 1997–1998, ISBN 83-904373-3-3. Brak numerów stron w książce - Rozporządzenie Rady Ministrów z dnia 15 grudnia 1998 r. w sprawie ustalenia wykazu dróg krajowych i wojewódzkich (Dz.U. z 1998 r. nr 160, poz. 1071) – wykaz dróg krajowych przed rokiem 2000 | droga krajowa                                             | |
| 374   | Świebodzice – Wałbrzych                                                    | 14 II 1986 – 2000  | - Uchwała nr 192 Rady Ministrów z dnia 2 grudnia 1985 r. w sprawie zaliczenia dróg do kategorii dróg krajowych (M.P. z 1986 r. nr 3, poz. 16) - Mapa samochodowa Polski 1:700 000, wyd. 1, Szczecin: Wydawnictwo Kartograficzne KOMPAS, 1996–1997, ISBN 83-904373-2-5. Brak numerów stron w książce - Mapa samochodowa Polski 1:700 000, wyd. II zmienione i poprawione, Szczecin: Wydawnictwo Kartograficzne KOMPAS, 1997–1998, ISBN 83-904373-3-3. Brak numerów stron w książce - Rozporządzenie Rady Ministrów z dnia 15 grudnia 1998 r. w sprawie ustalenia wykazu dróg krajowych i wojewódzkich (Dz.U. z 1998 r. nr 160, poz. 1071) – wykaz dróg krajowych przed rokiem 2000 | droga krajowa                                             | na całej długości dopuszczona do ruchu ciężkiego (do 10 ton na oś)                                             |
| 377   | Wałbrzych – Mieroszów – granica państwa                                    | 14 II 1986 – 2000  | - Uchwała nr 192 Rady Ministrów z dnia 2 grudnia 1985 r. w sprawie zaliczenia dróg do kategorii dróg krajowych (M.P. z 1986 r. nr 3, poz. 16) - Mapa samochodowa Polski 1:700 000, wyd. 1, Szczecin: Wydawnictwo Kartograficzne KOMPAS, 1996–1997, ISBN 83-904373-2-5. Brak numerów stron w książce - Mapa samochodowa Polski 1:700 000, wyd. II zmienione i poprawione, Szczecin: Wydawnictwo Kartograficzne KOMPAS, 1997–1998, ISBN 83-904373-3-3. Brak numerów stron w książce - Rozporządzenie Rady Ministrów z dnia 15 grudnia 1998 r. w sprawie ustalenia wykazu dróg krajowych i wojewódzkich (Dz.U. z 1998 r. nr 160, poz. 1071) – wykaz dróg krajowych przed rokiem 2000 | droga krajowa                                             | |
| 35    | granica państwa – Mieroszów – Wałbrzych – Świebodzice – Świdnica – Wrocław | od 2000            | - Zarządzenie nr 6 Generalnego Dyrektora Dróg Publicznych z dnia 9 maja 2000 r. w sprawie nowych numerów dróg krajowych [online], Rzeczpospolita, 4 lipca 2000. - Mapa samochodowa Polski 1:700 000, wyd. XXVII, Dom Wydawniczy PWN, 2016, ISBN 978-83-7705-942-5. Brak numerów stron w książce - Polska 2017: atlas samochodowy 1:200 000 dla profesjonalistów, Dom Wydawniczy PWN, 2017, ISBN 978-83-7705-978-4, ISBN 978-83-7705-986-9. Brak numerów stron w książce | droga krajowa                                             | 1. droga kończy się na węźle autostradowym Bielany Wrocławskie 2. informacje dot. dopuszczalnego nacisku na oś |

## Dopuszczalny nacisk na oś
Od 13 marca 2021 roku na całej długości drogi dozwolony jest ruch pojazdów o nacisku pojedynczej osi napędowej do 11,5 tony z wyjątkiem określonych miejsc oznaczonych znakiem zakazu B-19.

### Do 13 marca 2021 r.
Wcześniej droga krajowa nr 35 była objęta ograniczeniami dopuszczalnego nacisku pojedynczej osi:
| Znak | Dopuszczalny nacisk | Odcinek                               |
| ---- | ------------------- | ------------------------------------- |
| DK35 | do 10 ton           | Bielany Wrocławskie – Wałbrzych       |
| DK35 | do 8 ton            | Wałbrzych – Golińsk – granica państwa |

## Ważniejsze miejscowości leżące na trasie DK35
- Bielany Wrocławskie (A4, DK5)
- Tyniec Mały (S8) – obwodnica
- Marcinowice
- Świdnica
- Świebodzice (DK34) – obwodnica
- Wałbrzych – obwodnica
- Mieroszów
- Golińsk – granica z Czechami